# Elecciones estatales de Sonora de 2012
Las Elecciones Estatales del Estado de Sonora de 2012 fueron llevadas a cabo el domingo 1 de julio de 2012 y coincidieron con las elecciones federales. Durante estas se eligieron los siguientes cargos de elección popular del estado mexicano de Sonora:
- 72 ayuntamientos: Formados por un Presidente Municipal y regidores, electos para un periodo de tres años, no reelegibles de manera consecutiva.
- 33 diputados miembros del Congreso Local de Sonora, electos para un período de tres años no reelegibles para el periodo inmediato. 21 diputados electos por el sistema de mayoría relativa y 12 por el de representación proporcional.

## Resultados Electorales[1]

### Resultados Federales: Presidente
|  | 31.57 % |

|  | 39.66 % |

|  | 24.61 % |

|  | 1.49 % |

|  | 0.03 % |

|  | 2.64 % |

|  | 100.00 % |

Revise los resultados de la elección federal de Senadores y Diputados Federales aquí: Elecciones federales en Sonora de 2012

### Ayuntamientos
| Partido/Coalición | Partido/Coalición                                                                                    | Municipios |
| ----------------- | --- | ---------- |
|                   | Partido Acción Nacional Nueva Alianza                                                                | 44         |
|                   | Alianza por un Mejor Sonora Partido Revolucionario Institucional Partido Verde Ecologista de México  | 24         |
|                   | Partido Revolucionario Institucional                                                                 | 2          |
|                   | Partido Acción Nacional                                                                              | 1          |
|                   | Movimiento Progresista Partido de la Revolución Democrática Partido del Trabajo Movimiento Ciudadano | 1          |
| Total             | Total                                                                                                | 72         |

#### Hermosillo
|  | 50.72 % |

|  | 41.93 % |

|  | 4.46 % |

|  | 0.54 % |

|  | 2.34 % |

|  | 100.00 % |

#### Cajeme (Ciudad Obregón)
|  | 28.41 % |

|  | 61.15 % |

|  | 5.19 % |

|  | 1.37 % |

|  | 0.63 % |

### Diputados locales
|  | 40.54 % |

|  | 36.99 % |

|  | 4.35 % |

|  | 8.09 % |

|  | 1.58 % |

|  | 2.48 % |

|  | 5.84 % |

|  | 100.00 % |

| Partido | Partido                              | Diputados Mayoría relativa | Diputados Rep. Proporcional | Total |
| ------- | ------------------------------------ | -------------------------- | --------------------------- | ----- |
|         | Partido Acción Nacional              | 11                         | 3                           | 14    |
|         | Partido Revolucionario Institucional | 9                          | 3                           | 12    |
|         | Partido de la Revolución Democrática | 0                          | 2                           | 2     |
|         | Partido Verde Ecologista de México   | 1                          | 2                           | 3     |
|         | Nueva Alianza                        | 0                          | 2                           | 2     |
| Total   | Total                                | 21                         | 12                          | 33    |